# Jordi Guillem de Hannover
Jordi Guillem de Hannover, príncep de Hannover (Brunsvic, actual land de Baixa Saxònia, 1915 - Múnic, 2006), va ser príncep de Hannover, duc de Brunsvic i Lüneburg i príncep del Regne Unit de la Gran Bretanya i Irlanda.
Nascut el 25 de març de 1915 a la capital del Ducat de Brunsvic, la ciutat de Brunsvic. Era fill del duc Ernest August de Hannover i de la princesa Victòria Lluïsa de Prússia. Essent net del príncep Ernest August de Hannover i de la princesa Thyra de Dinamarca per part de pare i del kàiser Guillem II de Prússia i de la princesa Augusta Victòria de Schleswig-Holstein-Sondenburg-Augustenburg.
Es casà amb la princesa Sofia de Grècia, vídua del príncep Cristòfol de Hessen-Kassel i filla del príncep Andreu de Grècia i de la princesa Alícia de Battenberg. La princesa era germana del príncep Felip d'Edimburg i cunyada de la reina Elisabet II del Regne Unit. La parella tingué tres fills:
- SAR el príncep Welf Ernst de Hannover nascut al castell de Marienburg a Hannover el 1947 i mort a Poona a l'Índia el 1970 mentre practicava kàrate. Es casà amb Wibke van Gunsteren el 1969 i de la qual es divorcià deu anys després.

- SAR el príncep Jordi Pau de Hannover nascut a Salem el 1949. Es casà el 1973 a Múnic amb Victòria Anna Lee de la família dels Fugger.

- SAR la princesa Frederica de Hannover nascuda el 1954 a Salem i casada des de 1979 amb Jerry Cyr.

L'any 1918 junt amb tota la família abandonà Brunsvic per instal·lar-se a l'exili austíac. Educat a casa a través de preceptors, participà en la Segona Guerra Mundial a l'exèrcit alemany.
Després de 1945 es feu càrrec de la direcció del prestigiós internat alemany de Salem que seguia les línies pedagògiques de Kurt Hahn.Durant la dècada dels 60 i fins al 1972 fou el president del Comitè Olímpic de Grècia d'equitació.
Assistí junt amb la seva muller als nombrosos actes tant de la cort britànica com de la grega i després de l'espanyola com a conseqüència dels seus llaços famíliars.